# ヒゼキヤ
ヒゼキヤ（紀元前740年頃 - 紀元前687年）は、紀元前700年頃のユダ王国の王。ヘブライ語で「ヤハウェが強める」を意味する。

## 生涯
在位は紀元前715年、または716年から687年。25歳で王となったとき、ユダ王国はアッシリアの属国状態にあった。しかしヒゼキヤは、アッシリアの顔色をうかがいつつ、国力を増強させた。

### 宗教の回復
まず宗教において、大国の宗教に事大（当時のオリエントでは、世俗的な従属に伴って他国の神を崇拝させられることが多かった）せず民族神のヤハウェ信仰を重視した。アハズ王の時代に盛んであった偶像崇拝の払拭に務め、土着神の神殿を取り除き、国の宗教の純粋性を回復させた。そのため、歴代のユダ王国、イスラエル王国の王の中でも、敬虔な王として讃えられる数少ない王の一人と言われている。旧約聖書「歴代誌下」には「神の言葉に従順で、神の御目に適う事柄を行った」と記されている。

### 国力の増強

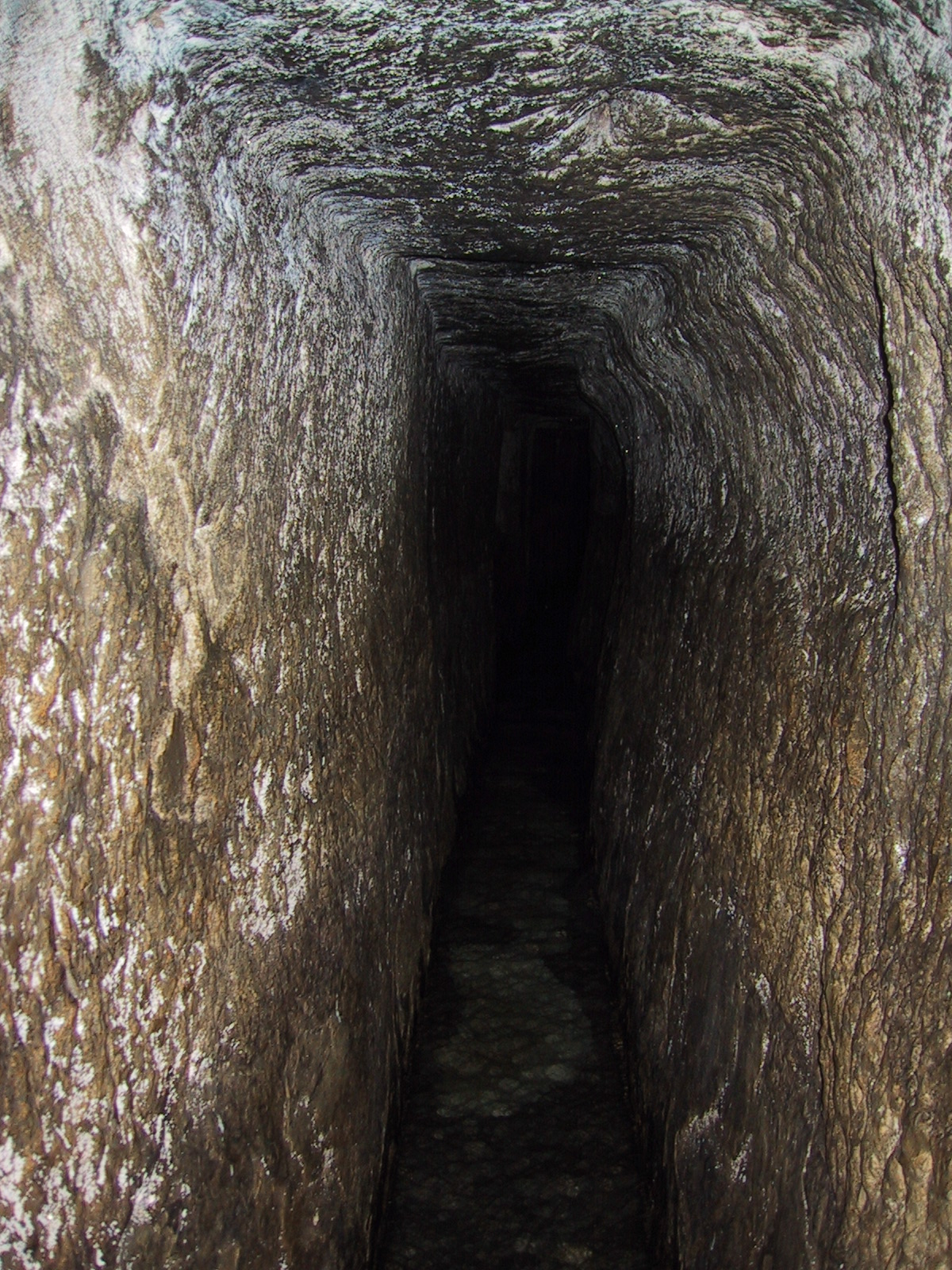
シロアム・トンネル

次に、王国の行政、町税制度を簡素化し、穀物を蓄え、畜産の面でも大きくした。さらに国境の防備を強化、城壁の修理、また水の確保のために、トンネルを掘り貯水池を作るなどで確保した。

### アッシリアとの争いとその後
アッシリア王センナケリブの時代、バビロニア、エジプトがアッシリアに対して反乱の気運を作り戦いが始まると、ヒゼキヤもそれに押される形で反乱国側についた。しかし、バビロン軍、エジプト軍が鎮圧され、701年にはユダ王国の46の街が占領され、多くの民がアッシリアに連行されている。
ヒゼキヤはセンナケリブに引き上げてくれるようにと頼み、課せられた銀三百タラントと金三十タラントを支払うがかえって裏切られ、センナケリブは大軍を率いてエルサレムに上ってきた。このときのセンケナブの記録によると、ヒゼキヤを籠の鳥のようにエルサレムに閉じ込めたとされている。
ヒゼキヤはエルサレムの明け渡しを要求されるが、これを断ると、センナケリブはエルサレムに入城することなく、軍を撤退させた。（en:Assyrian Siege of Jerusalem）。このとき、ユダ王国の預言者イザヤは、敵がこの街に入る事は無いと預言している。実際の撤退の理由は不明であるが、旧約聖書中ではヤハウェの使者がアッシリアの陣営の18万5000人を殺害したとされている。この逸話と信仰深かったヒゼキヤの人物像が重なり、旧約聖書では最高の名君であったと記されている。最後の14年の治世は事も無く過ぎ、死にあたってはすべてのユダとイスラエルの住民が敬意を表したとされている。

## 総評
ヒゼキヤは、ソロモン王やアハブ王の示したような（バアル神などの）他国・他民族宗教への寛容性・コスモポリタン性では強く劣っていたが、必要に応じ宗教の違うエジプトとも手を結んで、アッシリアに対抗し、ユダ王国の独立を守った。世俗的な独立と、精神的な独立の双方を追求し、一定程度成功をおさめたといえる。

## シロアム碑文
ヒゼキヤの治世において特筆すべきなのは、地下水路の開発である。ユダ王国は四方を山に囲まれており、防御は非常に堅かったが、兵糧攻めや断水といった手段をとられると弱かった。このため、ヒゼキヤは広大な地下水路を開削させ、恒常的な飲料水の確保に成功する。この水路は現在も残っており、「ヒゼキヤの泉」と呼ばれる。泉には当時の碑文も残されており、これが古代アラム語の解読に貢献した「シロアム碑文」である。